# Entalpia
Entalpia (zawartość ciepła) – w termodynamice wielkość fizyczna będąca funkcją stanu mająca wymiar energii, będąca też potencjałem termodynamicznym, oznaczana przez {\displaystyle H,} {\displaystyle h},{\displaystyle I} lub {\displaystyle \chi ,} którą definiuje zależność:
{\displaystyle H=U+pV}
gdzie:
- {\displaystyle H} – entalpia układu,
- {\displaystyle U} – energia wewnętrzna układu,
- {\displaystyle p} – ciśnienie,
- {\displaystyle V} – objętość.

Z powyższego wzoru wynika sens fizyczny entalpii. Entalpia jest równa sumie:
- energii wewnętrznej, czyli energii, jaka jest potrzebna do utworzenia układu, gdy jest on tworzony w otoczeniu próżni,
- iloczynu {\displaystyle pV,} który jest równy pracy, jaką należy wykonać nad otoczeniem, by w danych warunkach uzyskać miejsce na układ[3].

Wszystkie wielkości definiujące entalpię są parametrami stanu, dlatego entalpia też jest funkcją stanu.
Nieskończenie małą zmianę entalpii określa wzór:
{\displaystyle dH=dU+pdV+Vdp.}
Dla procesów, zachodzących dla ciał stałych i cieczy pod niezbyt dużym ciśnieniem składniki {\displaystyle pdV} i {\displaystyle Vdp} są małe w porównaniu do {\displaystyle dU} i mogą być pominięte, wówczas zmiana entalpii jest równa zmianie energii wewnętrznej:

## Entalpia jako zawartość ciepła
Z definicji entalpii i I zasady termodynamiki:
{\displaystyle dH=dQ+dW_{e}+Vdp.}
Gdy układ wykonuje wyłącznie pracę objętościową oraz gdy ciśnienie jest stałe, wówczas zmiana entalpii jest równa ciepłu dostarczonemu do układu:
{\displaystyle dH=dQ.}
Z tego, że entalpia jest funkcją stanu oraz powyższego wynika, że dla dowolnego procesu, w którym ciśnienie początkowe jest równe ciśnieniu końcowemu, ilość ciepła dostarczonego do układu jest równa zmianie entalpii:
{\displaystyle \Delta Q=\Delta H.}
Przemiany przebiegające przy stałym ciśnieniu są bardzo często spotykane w praktyce (np. kocioł parowy, przemiany fazowe, reakcje chemiczne), stąd entalpia jest bardzo często wykorzystywaną w obliczeniach funkcją stanu.
W termodynamice technicznej przydatne są wielkości termodynamiczne właściwe (odniesione do jednostki masy rozpatrywanego czynnika termodynamicznego). Wprowadza się więc entalpię właściwą:
{\displaystyle h={\frac {H}{m}}.}
Dla entalpii właściwej można zapisać wzór definicyjny w następującej postaci:
{\displaystyle h=u+pv,}
gdzie:
- {\displaystyle u} – energia wewnętrzna właściwa,
- {\displaystyle v} – objętość właściwa.

### Zależność entalpii od temperatury
Entalpia substancji zależy od jej temperatury. Przy stałym ciśnieniu {\displaystyle C_{p}} jest nazywana pojemnością cieplną
{\displaystyle dH=C_{p}dT}
lub
{\displaystyle dH=c_{p}mdT,}
gdzie: {\displaystyle c_{p}} – ciepło właściwe przy stałym ciśnieniu, {\displaystyle m} – masa substancji.

## Entalpia standardowa
Entalpia standardowa to entalpia danej substancji w jej czystej postaci w ciśnieniu standardowym (tj. 1 bar) w danej temperaturze. Zmianę entalpii standardowej oznacza się symbolem {\displaystyle \Delta H^{\Theta }.} Oznaczając entalpie, jak i entalpie standardowe, wprowadza się do symbolu entalpii oznaczenie przemiany {\displaystyle \Delta _{przem}H,} gdzie {\displaystyle _{przem}} oznacza przemianę. Stosowany jest też zapis {\displaystyle \Delta H_{przem}.}
Entalpie standardowe tworzenia 1 mola (zobacz Standardowe molowe ciepło tworzenia) substancji są podawane w tabelach własności fizycznych substancji. Przyjmuje się, że pierwiastki w ich podstawowym stanie w warunkach standardowych mają entalpię równą 0.
Przykłady entalpii standardowych tworzenia:
- wodór cząsteczkowy (H
2): 0
- wodór atomowy (H): +217,97 kJ/mol
- tlen (O
2): 0
- woda ciekła (H
2O): −285,83 kJ/mol
- para wodna: −241,82 kJ/mol

## Entalpia przemian
| Przemiana                                  | Opis                              | Oznaczenie                      |
| ------------------------------------------ | --------------------------------- | ------------------------------- |
| Przemiana fazowa                           | faza a → faza b                   | {\displaystyle \Delta _{p.f.}H} |
| Rozpuszczanie                              | substancja rozpuszczana → roztwór | {\displaystyle \Delta _{roz}H}  |
| Reakcja chemiczna                          | substraty → produkty              | {\displaystyle \Delta _{r}H}    |
| Tworzenie (synteza związku z pierwiastków) | pierwiastki → związek chemiczny   | {\displaystyle \Delta _{tw}H}   |

## Inne
Z definicji oraz wyrażenia na energię wewnętrzną dla procesów odwracalnych:
{\displaystyle U=TS-pV+\sum _{i=1}^{k}{\mu _{i}N_{i}}}
wynika:
{\displaystyle dH=TdS+Vdp+\sum _{i=1}^{k}{\mu _{i}dN_{i}}.}
Z zależności tej wynika:
{\displaystyle T=\left({\frac {\partial H}{\partial S}}\right)_{p,N_{1},\dots ,N_{k}}} – związek z temperaturą,
{\displaystyle V=\left({\frac {\partial H}{\partial p}}\right)_{S,N_{1},\dots ,N_{k}}} – związek z objętością,
{\displaystyle \mu _{i}=\left({\frac {\partial H}{\partial N_{i}}}\right)_{S,p,N_{1},\dots ,N_{i-1},N_{i+1},\dots ,N_{k}}} – związek z potencjałem chemicznym,
gdzie:
- {\displaystyle U} – energia wewnętrzna,
- {\displaystyle p} – ciśnienie,
- {\displaystyle V} – objętość,
- {\displaystyle S} – entropia.

Entalpia gazów rzeczywistych i innych substancji zależy w sposób bardziej skomplikowany od temperatury, konieczne jest zastosowanie bardziej skomplikowanych zależności, uwzględniających m.in. ciśnienie. Szczególnie skomplikowane jest wyznaczenie entalpii stosowanej w technice pary wodnej (np. w kotłach i turbinach parowych, suszarniach, wymiennikach ciepła, sprężarkach i wentylatorach do gazów wilgotnych, silnikach cieplnych, zwłaszcza z wtryskiem wody bądź pary wodnej, sieci i węzłów ciepłowniczych i innych), gdyż jej parametry są oddalone w stosunkowo niewielkim stopniu od linii nasycenia i punktu krytycznego.
W termodynamice nie jest istotna wartość całkowitej entalpii, lecz jej przyrost lub zmniejszenie w danym procesie. Przyrost entalpii występuje w sprężarkach, natomiast zmniejszenie – w turbinach cieplnych.
Moc maszyny przepływowej (turbiny, sprężarki) obliczana jest jako iloczyn zmniejszenia (bądź przyrostu) wewnętrznego entalpii czynnika przepływowego i strumienia masy rozprężanego (lub sprężanego) czynnika.

## Entalpia jako transformata Legendre’a
Entalpia {\displaystyle H(S,p)} jest transformatą Legendre’a energii wewnętrznej {\displaystyle U(S,V)} po zmiennej {\displaystyle -V.}
W równaniu:
{\displaystyle dU=TdS-pdV}
{\displaystyle V} jest zmienną niezależną, a {\displaystyle p} zależną (funkcją objętości).
Dokonując transformacji Legendre’a, otrzymuje się nową funkcję {\displaystyle H,} w której {\displaystyle p} jest zmienną niezależną, a {\displaystyle V} zależną (funkcją ciśnienia), czyli:
{\displaystyle dH=TdS+Vdp.}